# Jardim Botânico de Oxford

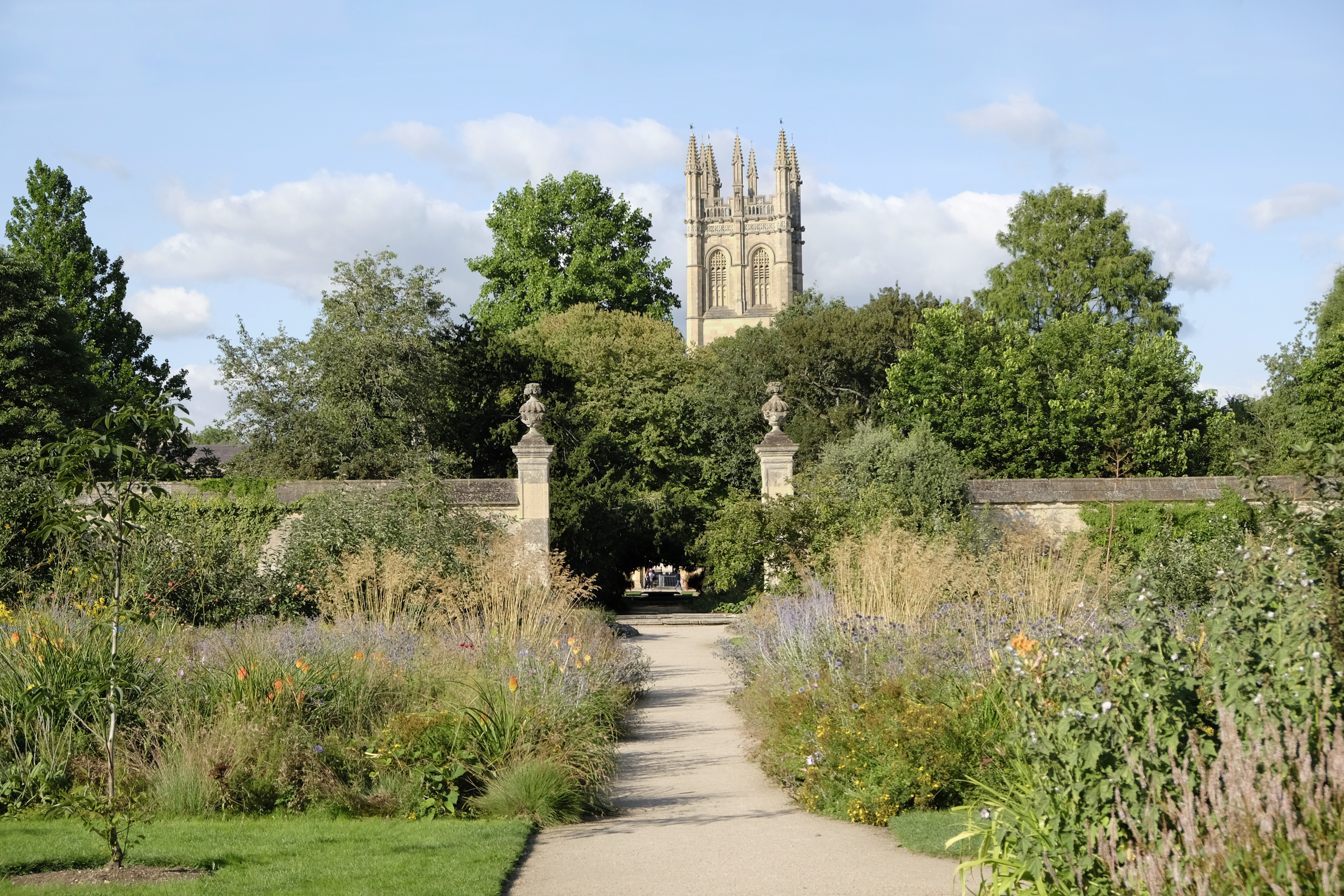
Vista de fora do Jardim Murado, com a Torre Madalena ao fundo.

O Jardim Botânico da Universidade de Oxford é um jardim botânico histórico localizado em Oxford, na Inglaterra. É o mais antigo jardim botânico da 
Grã-Bretanha e um dos mais antigos jardins de cunho científico em todo o mundo. Foi fundado em 1621 como um "jardim físico" (o termo físico aqui refere-se à Física, denominação antiga da Medicina) ou jardim para cultivo de ervas medicinais. Atualmente contem mais de 8.000 diferentes espécies de plantas em uma área de 1.8 hectares.  É uma das mais diversas, embora compacta, coleções de plantas no mundo e inclui espécimes de mais de 90% das famílias de plantas vasculares.
O Jardim é dividido em três partes:
- o Jardim Murado (Walled Garden), cercado pela muralha de tijolos original do século XVII que abriga a árvore mais antiga do jardim, um teixo inglês, Taxus baccata L.;
- as Estufas, que permitem o cultivo de precisam de proteção contra os extremos do clima britânico; e
- a área externa à muralha, entre o Jardim Murado e o Rio Cherwell.